# Acrostroma
Acrostroma är ett släkte av svampar. Acrostroma ingår i familjen Batistiaceae, klassen Sordariomycetes, divisionen sporsäcksvampar och riket svampar.
|            | Batistia                                    |
|            |                                             |
| Acrostroma | \| \| Acrostroma annellosynnema \| \| \| \| |
|            | \| \| Acrostroma annellosynnema \| \| \| \| |
|            | Acrostroma annellosynnema                   |
|            |                                             |

|  | Acrostroma annellosynnema |
|  |                           |